# (5745) 1991 AN
(5745) 1991 AN es un asteroide perteneciente al cinturón de asteroides descubierto el 9 de enero de 1991 por Tsutomu Hioki y el también astrónomo Shuji Hayakawa desde el Okutama Observatory, Japón.

## Designación y nombre
Designado provisionalmente como 1991 AN.

## Características orbitales
1991 AN está situado a una distancia media del Sol de 2,190 ua, pudiendo alejarse hasta 2,539 ua y acercarse hasta 1,841 ua. Su excentricidad es 0,159 y la inclinación orbital 4,882 grados. Emplea 1184,36 días en completar una órbita alrededor del Sol.

## Características físicas
La magnitud absoluta de 1991 AN es 13,9.